# Crime Spree – Ein gefährlicher Auftrag
Crime Spree – Ein gefährlicher Auftrag (Originaltitel: Crime Spree) ist eine kanadisch-britisch-US-amerikanische Actionkomödie von Brad Mirman aus dem Jahr 2003.

## Handlung
Daniel Foray, Julien Labesse und Raymond Gayet sind eine Einbrecher-Gruppe in Paris. Daniel erhält von ihrem Chef Laurent Bastaldi den Auftrag, in Chicago einen einfachen Einbruch auszuführen. Um falsche Schritte zu vermeiden, wird die Gruppe von Marcel Burot begleitet. Außerdem werden Sami Zerhouni, der Schulden bei Marcel hat, und Zero, ein ebenso wortkarger wie effektiver Killer, in das Team integriert. Als die Gruppe jedoch in Chicago eintrifft, entwickelt sich das Vorhaben schnell zu einem Fiasko.
Zunächst geraten die Männer mit einer lokalen Gang von schwarzen Straßenschlägern aneinander. Dann wird ihr „unauffälliger“ Aufenthalt bei Sophie Nicols von einem lauten Nachbarn gestört. Erschwerend kommt hinzu, dass die Gruppe bei der Vorbereitung des Einbruchs das Auto des Anführers einer Latino-Straßenbande stiehlt, einen auffällig lackierten Chevrolet-Impala-Lowrider. Nachdem sie in das Haus eingedrungen sind, den Besitzer gefesselt und den Safe geknackt haben, bemerken sie, dass sie in das falsche Haus eingedrungen sind. Das Haus gehört Frankie Zammeti, einem Underboss der Chicagoer Mafia, der daraufhin Rache schwört.
Den Einbrechern wird von Sophie glauben gemacht, dass sie die falsche Adresse aufgeschrieben haben, doch als sie mit dem Geld und anderen Wertsachen des Mafioso verschwindet, erfahren sie, dass die Wohnung doch das richtige Ziel war und es sich um eine Falle des korrupten FBI-Agenten Pogue handelte.
Pogue erschlägt Sophie, legt Sami rein und gibt die Namen der anderen Männer als Komplizen an die Nachrichtenmedien weiter. Pogue verspricht jedoch, der Gruppe zu helfen, unter der Bedingung, dass sie ein aus Zammetis Safe gestohlenes Tonband herausgeben, auf dem dieser nicht nur seinem Gangsterkollegen Angelo Giancarlo den Krieg erklärt, sondern das auch das Strafverfahren gegen Zammeti unterstützt, der sich bisher einer strafrechtlichen Anklage entziehen konnte. Das Sextett entdeckt auch, dass Pogue mit Laurent unter einer Decke steckte. Dessen Interesse an dem Überfall hängt indirekt mit der Wiederbeschaffung eines gestohlenen Van Gogh-Gemäldes und der Freilassung seines Bruders aus dem Gefängnis zusammen.
Als Flüchtlinge vor der Justiz wie auch der amerikanischen Mafia leisten die Diebe Wiedergutmachung bei der Gang, mit der sie zuvor in Konflikt geraten waren. Pogue wird im Grant Park heimlich bei der Übergabe des Tonbandes gefilmt, wie er den Mord an Sophie gesteht, und nimmt nach einem fingierten Überfall der Straßengang ein ausgetauschtes Band an sich. Als sich herausstellt, dass die Aufnahme in seinem Besitz aus dem Lied So in Love von Peggy Lee besteht, wird Pogue prompt von Zammeti und seinem Unterboss getötet. Um sich von der Bedrohung durch Zammeti zu befreien, schenkt Raymond Zammetis schwachköpfigem jüngeren Bruder das von der Straßenbande gestohlene Muscle-Car, was in einer tödlichen Schießerei zwischen den beiden kriminellen Gruppen gipfelt. Schließlich spielt Daniel Giancarlo Zammetis Tonband vor, deckt damit den Verrat auf und fordert eine kleine Geldsumme sowie eine sichere Rückkehr nach Frankreich im Austausch für die Warnung.
Nachdem Zammeti tot ist und Laurent ebenfalls kurz davor steht, von Giancarlos rechter Hand beseitigt zu werden, entdecken die Einbrecher, dass sie wieder einmal mit einem Koffer voller Falschgeld hinters Licht geführt wurden. Bevor sie als blinde Passagiere an Bord gehen, bemerken sie, dass Laurents Van Gogh-Gemälde in den Chicago River geweht wird.

## Kritik
„Flotte Actionkomödie mit einem Feuerwerk an Gags und inszenatorischen Einfällen, die auch die Technik des Splitscreen zum sinnvollen Einsatz bringen. Ein ebenso humorvoller wie intelligenter Filmspaß.“

„Der deftige Ganovenklamauk entwickelt sich zu einer handfesten Gangsterposse: finster, grotesk, wendungsreich und stylish. Fazit: Spaßiger Raubzug durch Krimi und Komödie.“

„Mit Leichtigkeit spielen die usual suspects des französischen Kinos in der französisch-kanadischen Gaunerkomödie nicht nur Guy Ritchies Ganoven aus „Bube, Dame, König, GrAs“ locker an die Wand: Autor und Regisseur Brad Mirman versammelte Johnny Hallyday, Renaud, Stéphane Freiss, Albert Dray und Saïd Taghmaou um Gérard Depardieu und lässt alle mal eben Harvey Keitel und Richard Bohringer, die Mafia, das FBI und eine komplette Chicagoer Rappergang mit fabelhaftem Gespür für Typen und Timing und zur großen Freude des Publikums alt aussehen.“

## Hintergründe
Die Produktionskosten des Films betrugen Schätzungen zufolge ca. 10 Millionen US-Dollar. Die Dreharbeiten fanden in Toronto, in Chicago und in Paris statt.
Die Szene, in der Marcel und Zero, die von den französischen Rocksängern Johnny Hallyday und Renaud verkörpert werden, sich über den Radiosender streiten, stellt einen Insiderwitz dar: Marcel will Johnny Hallyday hören, Zero dagegen Renaud. Eine weitere Anspielung findet sich in der Szene, in der die Männer zum Schutz ihrer Identitäten Decknamen benutzen wollen. Marcel besteht darauf, „Elvis“ genannt zu werden, Darsteller Johnny Hallyday ist als der „Elvis aus Frankreich“ bekannt.

## Auszeichnungen
Regisseur Brad Mirman gewann auf dem Commonwealth Film Festival 2003 einen Audience Award.